# Concanen Films Ltd.
Concanen Films Ltd. war eine in London ansässige britische Filmproduktionsgesellschaft, die hauptsächlich eine Reihe von Kriegs-Dokumentarfilmen produzierte, aber auch etliche Spielfilme.

## Gründung und Erfolg
Gegründet wurde die Produktionsgesellschaft 1940 von dem britischen Schauspieler und Filmproduzenten Derrick De Marney (1906–1978) und seinem ebenfalls als Schauspieler arbeitenden Bruder Terence De Marney (1908–1971). Alfred Concanen, der Großvater der Brüder, war ein berühmter viktorianischer Lithograph.
Die Concanen Films Limited firmierte unter
- Derrick De Marney Productions
- Concanen Films
- Concanen Productions
- Concanen

Der von Concanen 1942 produzierte Dokumentar-Kurzfilm The White Eagle war auf der Oscarverleihung 1943 für einen Oscar in der Kategorie „Bester Dokumentarfilm“ nominiert, musste den Vortritt jedoch den Produktionen Schlacht um Midway, Kokoda Front Line!, Moscow Strikes Back und Vorspiel zum Krieg überlassen.
Ein weiterer bekannter Film von Concanen war der oft bei Wochenschauen eingesetzte Dokumentarfilm Tagebuch eines polnischen Fliegers (Diary of a Polish Airman, 1942), produziert von Concanen. Die Internet Movie Database listet elf Filme der Concanen Filmproduktionsgesellschaft. Explore listet 22 Filme, was darauf zurückgeht, dass dort auch die Spielfilme aufgeführt sind.

## Filmografie
- 1940: Picturesque Poland – Produktionsfirma Concanen Productions
- 1941: Magazyn filmowy nr 2, Produktionsfirma Concanen Films
- 1941: Magazyn filmowy nr 3, Produktionsfirma Concanen Films
- 1941: Podnosimy kotwice, Produktionsfirma Concanen Films
- 1941: Polski Magazin Filmowy No. 1, Produktionsfirma Concanen Productions
- 1941: This Is Poland, Produktionsfirma Concanen Films
- 1942: Call of the Sea, Produktionsfirma Concanen Productions
- 1942: Seaman Frank Goes Back to Sea, Produktionsfirma Concanen Productions
- 1942: Tagebuch eines polnischen Fliegers (Diary of a Polish Airman) Ausführende Produktionsfirma  Concanen Films
- 1942: The White Eagle, Produktionsfirma Concanen (produziert 1941)
- 1943: Marynarz - Dzieje przecietnego – Concanen Films, Produktionsfirma Concanem Productions
- 1943: Niedokonczona Podróz, Ausführende Produktionsfirma Concanen Films
- 1943: The Gentle Sex – A Two Cities Concanen Film, Concanen Productions
- 1943: Nightingales, Produktionsfirma Concanen Productions
- 1944: Children Must Laugh, Produktionsfirma Concanen Productions
- 1944: Homeward Bound, Produktionsfirma Concanen Productions
- 1944: Calling Mr. Smith, Produktionsfirma Concanen Productions
- 1944: Unfinished Journey, Produktionsfirma Concanen Productions
- 1945: Diphtheria VI, Produktionsfirma Concanen Productions
- 1945: Books, Books, Books, Produktionsfirma Concanen Productions
- 1945: Fighting Pilgrims, Produktionsfirma Concanen Productions
- 1949: Kein Weg zurück (No Way Back) – Concanen
- 1950: Ihren Mord soll sie haben (She Shall Have Murder) – Concanen
- 1954: Break in the Circle, Produktionsfirma Concanen Productions
- 1955: Schock (The Quatermass Xperiment), Produktionsfirma Concanen Productions
- Root of America, Produktionsfirma Concanen Productions